# Liste italienischer Erfinder und Entdecker
Die Liste italienischer Erfinder und Entdecker ist eine Liste von Erfindern und Entdeckern aus Italien in alphabetischer Reihenfolge des Familiennamens.

## A
- Giovanni Agusta (1879–1927), Aviatik-Pionier, Erfinder des Bremsschirm

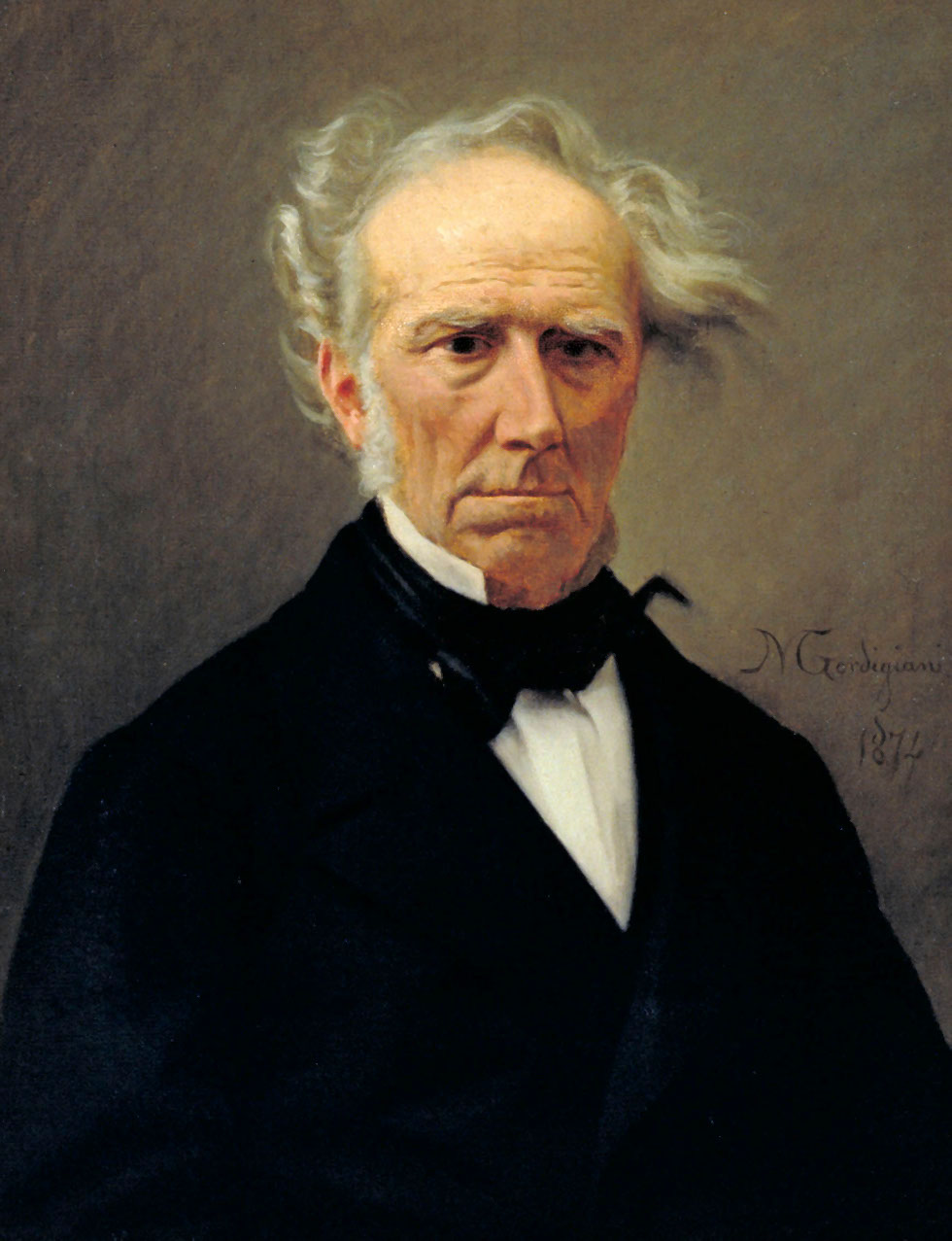
Giovanni Battista Amici

- Giovanni Battista Amici (1786–1863), Astronom und Optiker
- Cyriacus von Ancona (um 1391–um 1455), Archäologe, Vorläufer der modernen Klassischen Archäologie und  einer der ersten Epigraphiker
- Giuseppe Airoldi und Valentino Airoldi
- Amedeo Avogadro (1776–1856), Physiker und Chemiker, Erfinder des Avogadrosches Gesetz und der Avogadro-Konstante

## B

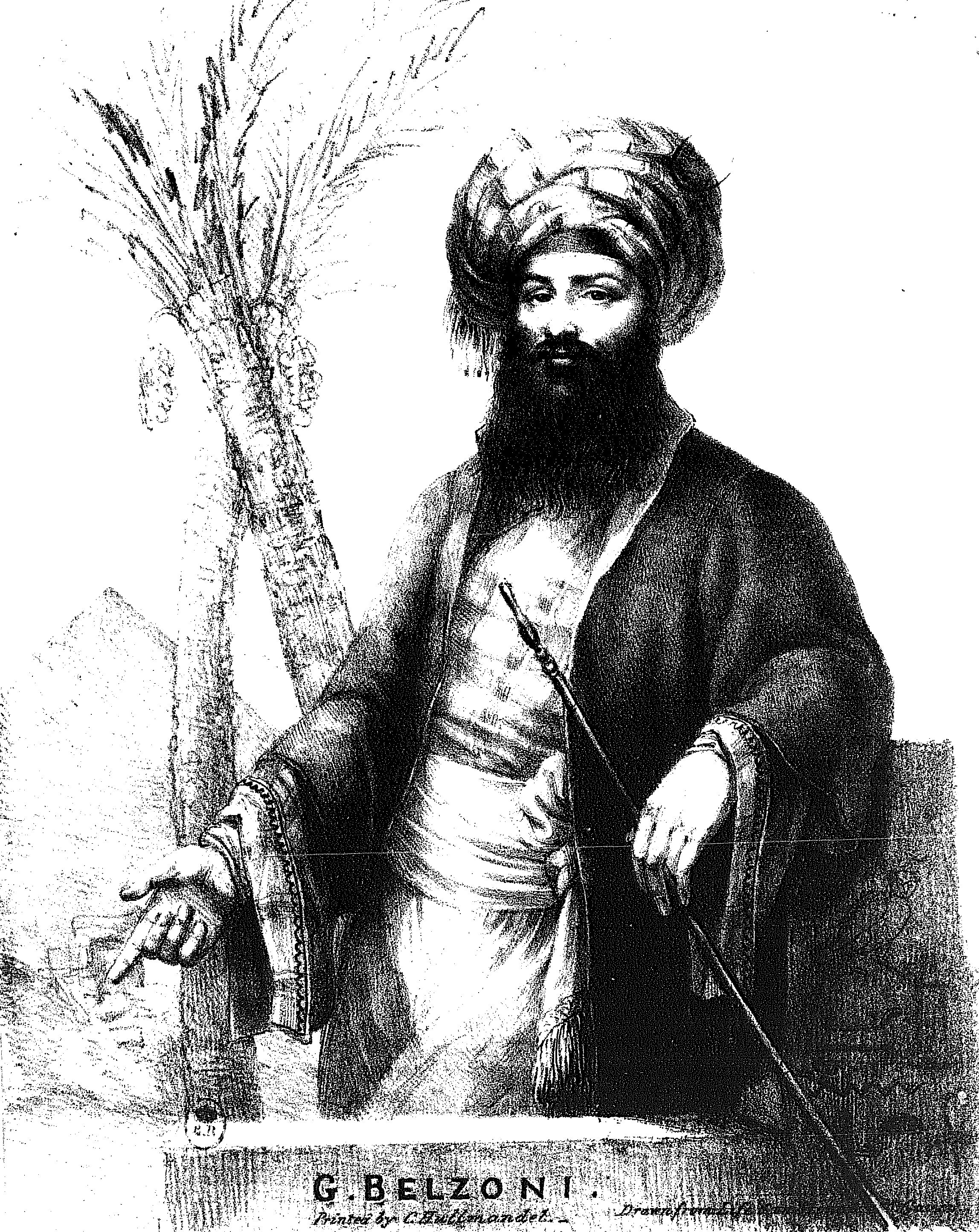
Giovanni Battista Belzoni

- Giovanni Battista Belzoni (1778–1823), Abenteurer, Ingenieur, Gewichtheber und Akrobat. Er legte den Tempel von Abu Simbel sowie die Anlagen von Karnak frei.  1818 entdeckte Belzoni den Eingang der Chephren-Pyramide in Gizeh und drang bis zur Grabkammer vor. Belzoni war auch der erste Europäer, der die Oase Siwa besuchte, und er fand die Ruinen von Berenike am Roten Meer.
- Flavio Baracchini (1895–1928), Jagdflieger des Ersten Weltkriegs
- Eugenio Barsanti (1821–1964), Ingenieur; der gerühmt wird, der Erfinder des Verbrennungsmotors zu sein, aber der Patentantrag ging verloren und niemand weiß, welche Art Maschine er wirklich erfand
- Robert Ljudwigowitsch Bartini (1897–1974), sowjetischer Flugzeugkonstrukteur italienischer Abstammung
- Enrico Bombieri (* 1940), Mathematiker, Träger der Fields-Medaille (1974)
- Enea Bossi, Sr., Erfinder der Pedaliante (1937)
- Daniel Bovet (1907–1992), Nobelpreis für seine Entdeckungen über synthetische Verbindungen, die gewisse Substanzen im Körper wirksam werden lassen, und besonders deren Wirkung auf das Gefäßsystem und die Skelettmuskulatur
- Corrado Böhm (1923–2017), Informatiker
- Giovanni Branca (1571–1645), Architekt
- Filippo Brunelleschi (1377–1446), Architekt
- Tito Livio Burattini (1617–161681), italienisch-polnischer Erfinder, Architekt, Ägyptologe und Instrumentenbauer

## C
- Giobatta Cabona, Erfinder der Pan di Spagna (Biskuitmasse)
- Giovanni Caboto (um 1450–nach 1498), erreichte 1497 entweder Neufundland oder als erster Europäer nach den Wikingern das nordamerikanische Festland
- Alvise Cadamosto (≤ 1432–1483), erforschte im Dienste der Portugiesen 1455 und 1456 die westafrikanische Küste und entdeckte drei der Kapverdischen Inseln
- Temistocle Calzecchi-Onesti (1853–1922), Physiker
- Tullio Campagnolo (1901–1983), Erfinder des Schnellspanner
- Secondo Campini (1904–1980), Ingenieur
- Mario Capecchi (* 1937), Nobelpreisträger, Forschung an der Knockout-Maus
- Arturo Caprotti (1881–1938), Ingenieur
- Gerolamo Cardano (1501–1576), Kardanische Aufhängung (vermeintlich), Cardan-Gitter; Cardanische Formeln; Cardanische Kreise
- Antonio Benedetto Carpano (1751–1815), Destillateur
- Giovanni Caselli (1815–1891), Physiker, Erfinder des Pantelegraph (Kopiertelegraph) 1855

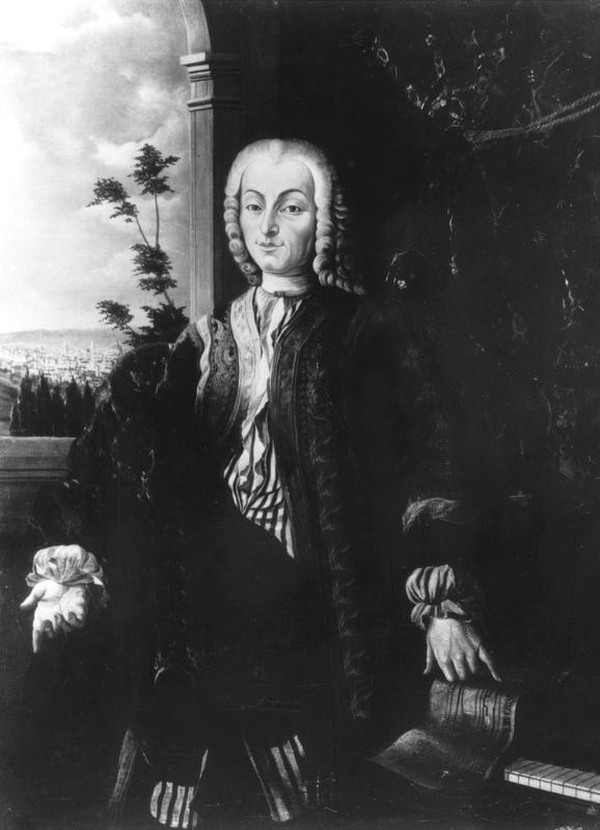
Bartolomeo Cristofori, 1726

- Bartolomeo Cristofori (1655–1731), Erfinder des Klaviers
- Alessandro Cruto, Pionier der Glühlampe

## D
- Luigi Dadda (1923–2012), Informatiker
- Salvino degli Armati, fiktive Person
- Corradino D’Ascanio (1891–1981), Ingenieur
- Emilio Del Giudice (1940–2014), Pionier der Stringtheorie
- Giambattista della Porta (1535–1615), Arzt, Universalgelehrter und Dramatiker
- Guidobaldo del Monte (1545–1607), Astronom
- Giuseppe Donati
- Giovanni de Dondi (1318–1389), Astronomische Uhr (Astrarium) 1364
- Adriano Ducati
- Renato Dulbecco (1914–2012), Mediziner, Bakteriologe, Mikrobiologe und Molekularbiologe sowie Nobelpreisträger, für seine Entdeckungen auf dem Gebiet der Wechselwirkungen zwischen Tumorviren und dem genetischen Material der Zelle

## E
- Luigi Emanueli (1883–1959), Elektrotechniker
- Eufrosino della Volpaia

## F
- Johann Maria Farina (1685–1766), Italien/Deutschland – Eau de Cologne (Kölnisch Wasser) um 1709

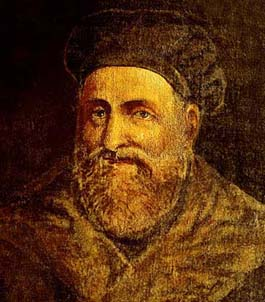
Gabriele Falloppio

- Gabriele Falloppio (1523–1562), Anatom, Beschreibung des Eileiters; Arbeiten zur Syphilis
- Federico Faggin (* 1941), Erfinder der Prozessor Intel 4004
- Johann Maria Farina (1685–1766), Erfinder der Aqua mirabilis, Parfüm
- Giacomo Fauser (1892–1971), Ingenieur und Chemiker
- Enrico Fermi (1901–1954), Nobelpreisträger, Physiker – Bestimmung von neuen, durch Neutronenbeschuss erzeugten radioaktiven Elementen und die in Verbindung mit diesen Arbeiten durchgeführte Entdeckung der durch langsame Neutronen ausgelösten Kernreaktionen
- Salvatore Ferragamo (1898–1960), Schuhdesigner, Damensandalette; Keilabsatz
- Galileo Ferraris (1847–1897), Magnetisches Drehfeld 1885, Ferraris-Zähler, Drehstrom 1887–90 (mit Bradley, Haselwander, Dolivo-Dobrowolsky, Wenström)
- Pietro Ferrero (1898–1949), Nutella
- Leonardo Fibonacci (um 1170–nach 1240), Rechenmeister
- Alessio Figalli (* 1984), Mathematiker, Träger der Fields-Medaille
- Robert Fliri (1976–2025), Erfinder des Barfußschuhs
- Johannes de Fontana (um 1395–1455 oder etwas später), Laterna magica, früher Rollstuhl mit Flaschenzügen
- Carlo Forlanini (1847–1918), Mediziner, künstlichen Pneumothorax zur Pneuomothoraxtherapie der Lungentuberkulose
- Enrico Forlanini (1848–1930), Ingenieur, Erfinder und Luftfahrtpionier, Tragflügelboot

## G

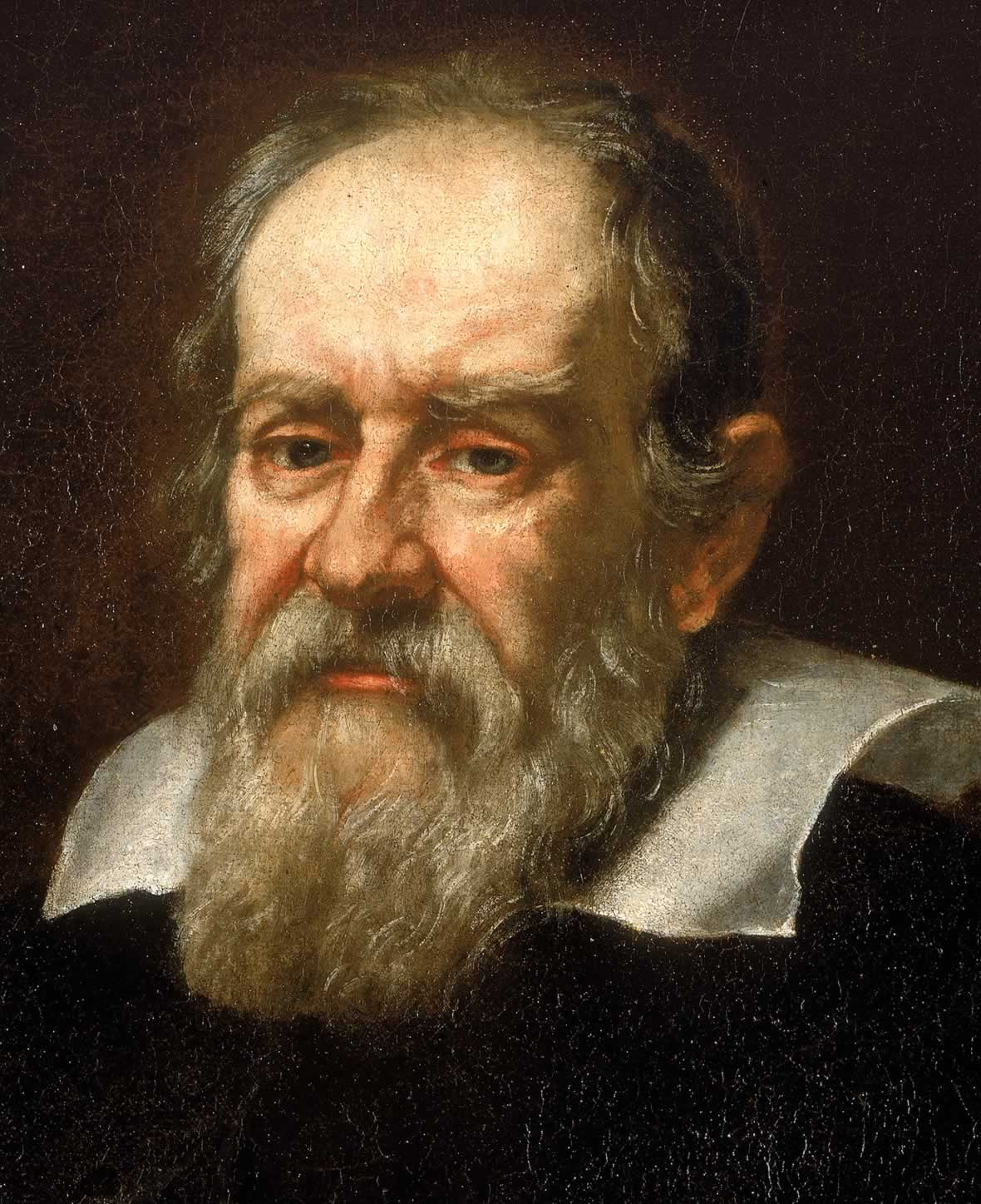
Galileo Galilei, 1636

- Galileo Galilei (1564–1641/1642), Astronom,  Thermoskop (Vorform des Thermometers) 1592, hydrostatische Waage 1586/87
- Luigi Galvani (1737–1798), Arzt, Anatom und Naturforscher (insbesondere Biophysiker)
- Gasparo da Salò (1540 (in manchen Quellen auch 1542)–1609), Geigenbauer und Kontrabassist
- Giovanni Francesco Gemelli Careri (1651–1725), Jurist, Abenteurer und Weltreisender
- Benedetto Gentile, Genua – Lotto (5 aus 90)
- Riccardo Giacconi (1931–2018), italienisch-US-amerikanischer Physiker (Nobelpreis) – bahnbrechende Arbeiten in der Astrophysik, die zur Entdeckung von kosmischen Röntgenquellen geführt haben
- Corrado Gini (1884–1965), Statistiker, Soziologe und Demograph, Gini-Koeffizient
- Flavio Gioia (13./14. Jahrhundert), Kompass um 1302/1312 (angeblich)
- Francesco di Giorgio (getauft 1439–1502), Bildhauer, Maler, Architekt sowie Architekturtheoretiker; Mine 1495 (zugeschrieben)
- Giuseppe di Giugno
- Camillo Golgi (1843–1926), Mediziner und Histologe, Nobelpreisträger, Arbeiten zur Struktur des Nervensystems
- Guido von Arezzo (um 992–unsicher: 1050), Benediktinermönch, Musiktheoretiker und Lehrer, Erfinder des Notation (Musik)

## J
- Candido Jacuzzi (1903–1986), Unternehmer

## K
- Christoph Kolumbus (um 1451–1506), Seefahrer, Entdecker der Bahamasinseln, Jamaika, Kubas, Hispaniola und weiterer Karibikinseln

## L
- Joseph-Louis Lagrange (1736–1813), Astronom und Mathematiker, Satz von Lagrange, Interpolation, Lagrange-Dichte, Lagrange-Formalismus, Lagrange-Multiplikator, Lagrange-Polynom, Lagrange-Punkt, Lagrange-Resolvente, Vier-Quadrate-Satz
- Francesco Lana Terzi (1631–1687), Entwurf eines Luftschiffes 1670, Blindenschrift 1670
- Ruggero Lenci

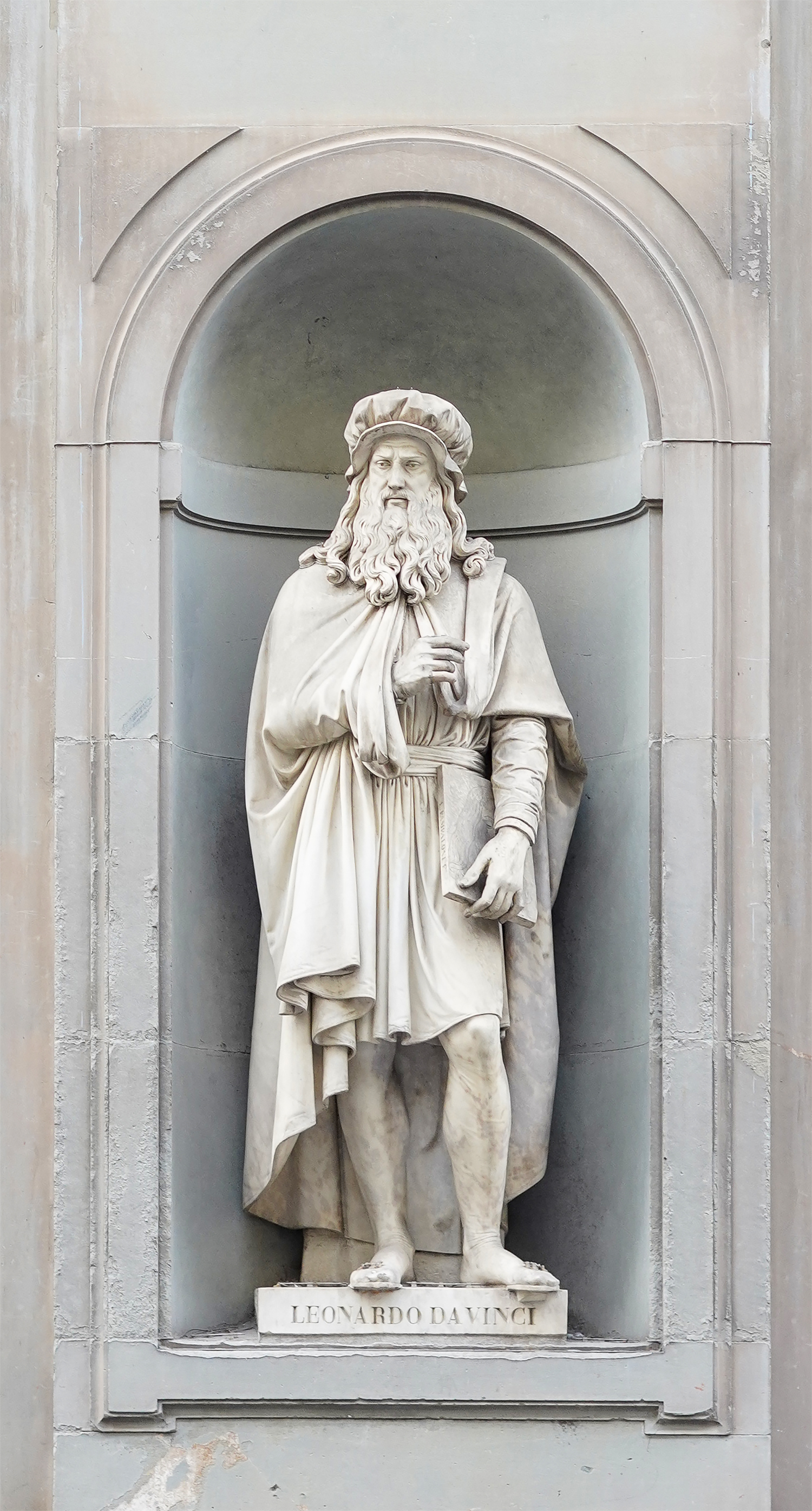
Leonardo da Vinci

- Leonardo da Vinci (1452–1519), Universalgelehrter
- Tullio Levi-Civita (1873–1941), Mathematiker
- Rita Levi-Montalcini (1909–2012), Neurologin (Nobelpreis)
- Cesare Lombroso (1835–1909), Arzt, Professor der gerichtlichen Medizin und Psychiatrie
- Giovanni Luppis (1813–1875), die ersten Torpedos mit eigenem Antrieb und Selbststeuerung (gemeinsam mit Robert Whitehead (1823–1905), GB)
- Salvador Edward Luria (1912–1991), Nobelpreisträger, Mikrobiologe

## M

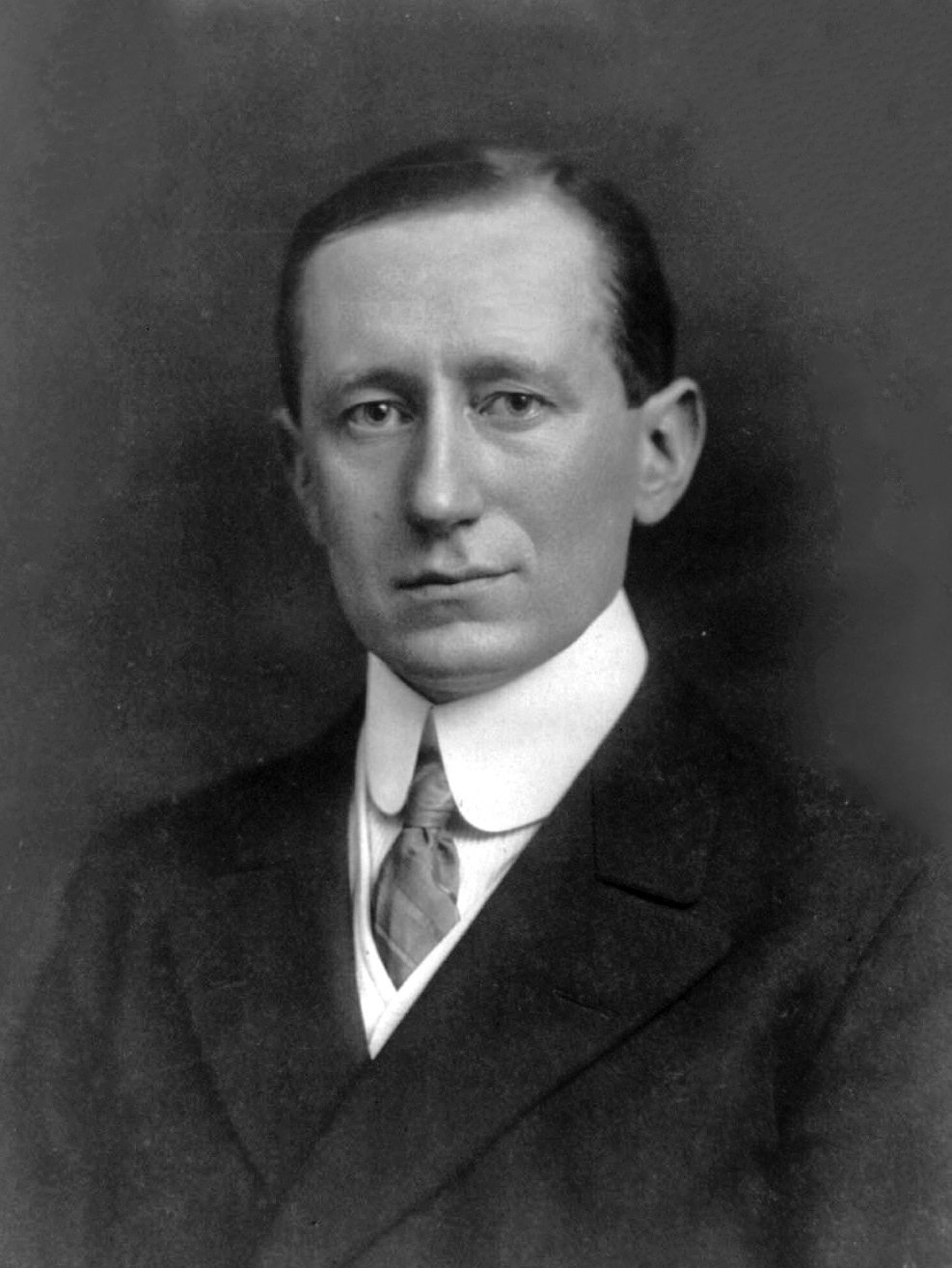
Guglielmo Marconi, um 1907

- Niccolò Machiavelli (1469–1527), Philosoph, Diplomat, Chronist, Schriftsteller und Dichter
- Raffaello Magiotti (1597–1656), Cartesischer Taucher 1648
- Ettore Majorana (1906–verschollen 1938), Physiker (Fachgebiete: u. a. Kernphysik und Relativistische Quantenmechanik), 1938 unter ungeklärten Umständen/Gründen verschwunden
- Marcello Malpighi (1628–1694), „Begründer“ der Pflanzenanatomie und vergleichenden Physiologie
- Amatino Manucci
- Innocenzo Manzetti (1826–1877), Miterfinder des Telefons 1865; Nudelmaschine 1857; Erfinder eines Dampf-Autos 1864
- Guglielmo Marconi (1874–1937), Nobelpreisträger, Physiker, drahtlose Telegrafie 1895 (Patent 1896), Nutzung unterschiedlicher Funkfrequenzen, (Patent 1900)
- Federico Martinotti
- Felice Matteucci (1808–1887), Hydraulik-Ingenieur und zusammen mit Eugenio Barsanti Erfinder einer Verbrennungskraftmaschine
- Antonio Meucci (1808–1889), Vorläufer des Fernsprechers um 1854

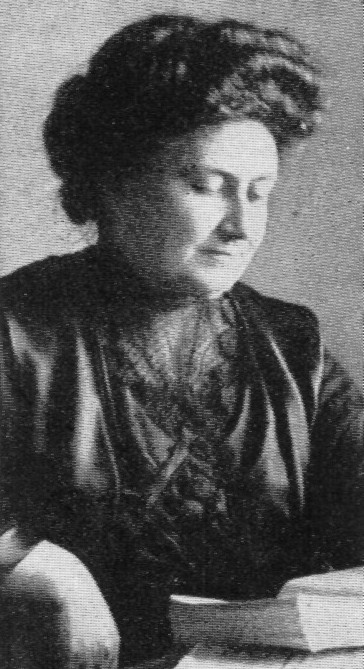
Maria Montessori

- Maria Montessori (1870–1952), Ärztin und Reformpädagogin, Montessoripädagogik
- Fabrizio Mordente (1532–um 1608), Mathematiker, Achtspitzenzirkel
- Angelo Moriondo (1851–1914), Erfinder der Kaffeemaschine
- Claudio Monteverdi (getauft 1567–1643), Komponist, Gambist, Sänger und katholischer Priester, Moderne Oper

## N
- Giulio Natta (1903–1979), Chemiker (Nobelpreis)
- Umberto Nobile (1885–1978), Luftschiffpionier
- Antonio da Noli (1415–1497 bzw. nach anderen Angaben 1419–1491), erschloss die Kapverdischen Inseln zwischen 1458 und 1460

## P
- Antonio Pacinotti (1841–1912), Physiker
- Luigi Palmieri (1807–1896), Meteorologe, Seismologe und Vulkanologe, Seismometer um 1856
- Giuseppe Peano (1858–1932), Mathematiker
- Marco Polo (1254–1324), Asienreisender
- Enzo Paoletti
- Pier Giorgio Perotto (1931–2002), Erfinder des ersten Personal-Computers
- Fabio Perini
- Giovanni Plana (1781–1864), Astronom und Mathematiker
- Giovanni Poleni (1683–1761), Mathematiker und Astronom
- Ignazio Porro (1801–1875), Ingenieur und Erfinder des nach ihm benannten Porroprismas 1854
- Francesco Procopio dei Coltelli, Erfinder des Eises

## R
- Agostino Ramelli (1531–1600), Ramellis Bücherrad, 16. Jahrhundert
- Giuseppe Ravizza (1811–1885), Farbband
- Giovanni Rappazzo
- Scipione Riva-Rocci (1863–1937), Blutdruckmessgerät, 1896
- Carlo Rubbia (* 1934), Physiker, Nobelpreisträger

## S

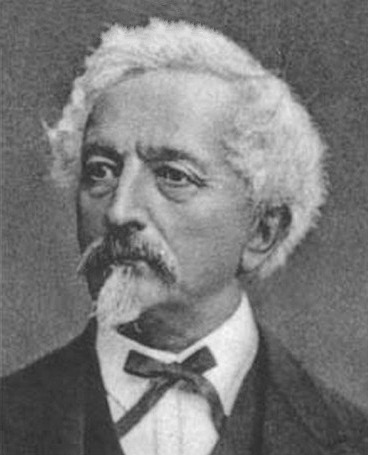
Ascanio Sobrero

- Sanctorius (1561–1636), Thermometer 1626
- Raimondo di Sangro (1710–1771), Aristokrat, Erfinder, Soldat, Schriftsteller und Wissenschaftler
- Antonio Sant’Elia (1888–1916), Architekt
- Francesco Scacchi
- Antonino Sciascia
- Emilio Segrè (1905–1989), amerikanischer Physiker italienischer Herkunft, Nobelpreis für die Entdeckung des Antiprotons
- Ascanio Sobrero (1812–1888), Chemiker und Entdecker des Nitroglycerins 1847
- Nazareno Strampelli

## T

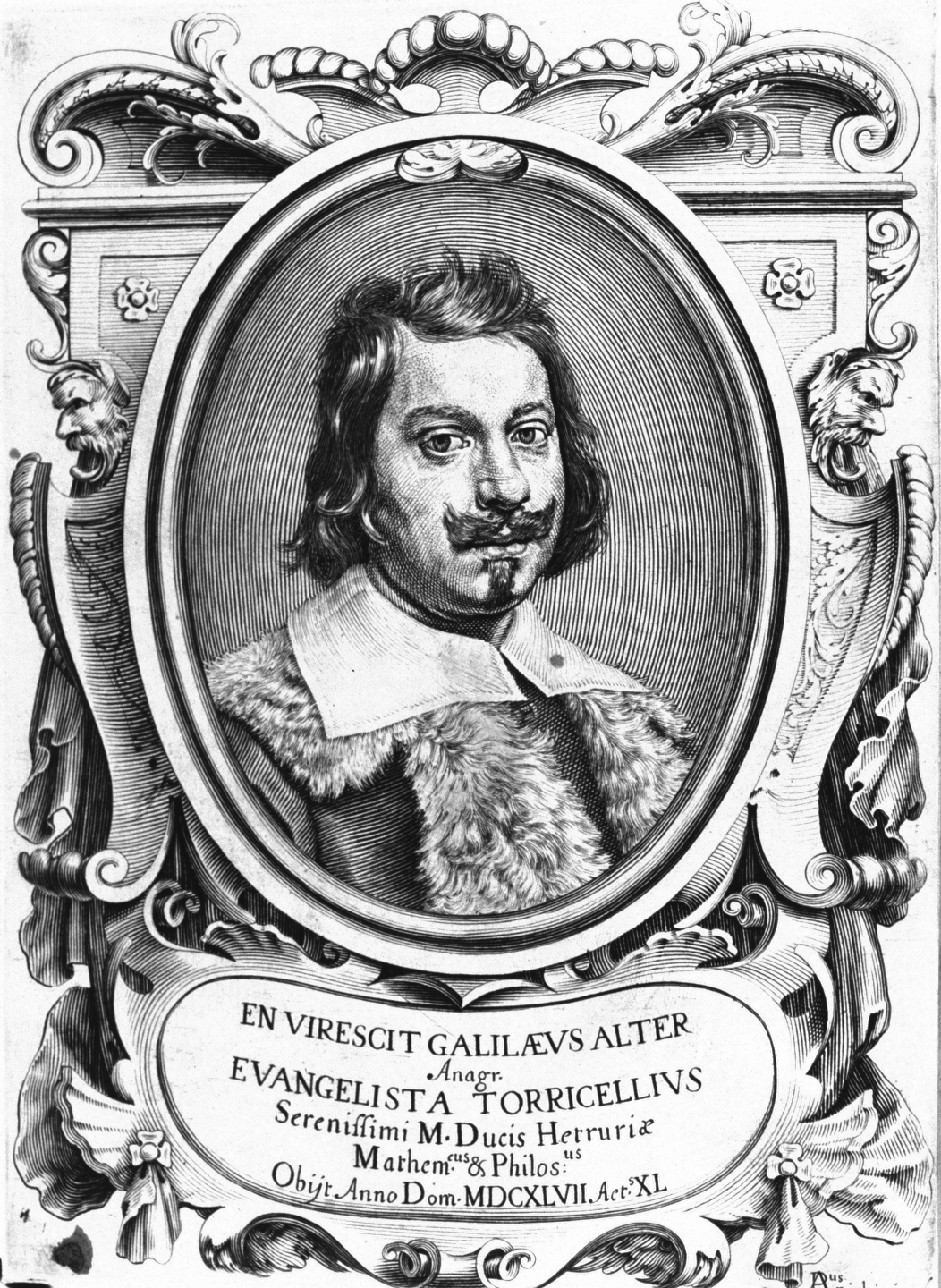
Evangelista Torricelli

- Mariano di Jacopo, genannt Taccola (1381–um 1453), Maschinen (u. a. Kran, Zahnradschaltung, Kielbrecher)
- Cristoforo Taverna, Entdecker der Lotto
- Teseo Tesei
- Vincenzo Tiberio (um 103 v. Chr. – 4 v. Chr.), Pionier von Penicilline
- Marcus Tullius Tiro, Römisches Reich – Kurzschrift (Tironische Noten) 63 v. Chr.
- Luigi Torchi: Erfinder einer Tastenrechenmaschine mit Direktmultiplikation (1834)
- Evangelista Torricelli (1608–1647), Physiker und Mathematiker, Quecksilber-Barometer
- Juanelo Turriano (nach 1500–1585), Uhrmacher, Mechaniker und Automatenbauer

## V
- Amerigo Vespucci (1454–1512), Kaufmann, Seefahrer, Navigator und Entdecker, erforschte ab 1499 die Ostküste Südamerikas
- Guido da Vigevano (um 1280–um 1350), Streitwagen, windgetriebene Wagen und Belagerungsmaschinen
- Leonardo da Vinci (1452–1519), Universalgelehrter, Pionier des selbstangetriebenen Wagens, Vordenker des Panzers
- Andrew J. Viterbi (* 1935), Erfinder der Viterbi-Algorithmus
- Vadino und Ugolino de Vivaldo († nach 1291), die Brüder versuchten 1291 als erste Afrika zu umsegeln und Malabar zu erreichen

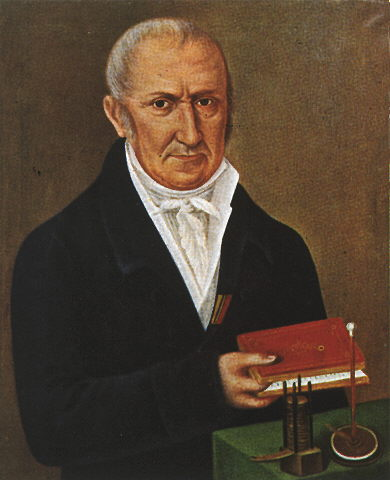
Alessandro Volta

- Alessandro Volta (1745–1827), Physiker, Erfinder der Batterie
- Vito Volterra (1860–1940), Mathematiker und Physiker

## Z
- Ildebrando Zacchini
- Giuseppe Zamboni (1776–1846), katholischer Priester und Physiker
- Nicolaus Zucchius (auch Niccolò Zucchi) (1586–1670), Astronom und Physiker, Spiegelteleskop 1616